# Чайка, Валентин Васильевич
Валенти́н Васи́льевич Ча́йка (Род. 2 июля 1953 года в селе Скипче Городокского района, Хмельницкой области, Украинской ССР) — российский военный, государственный и политический деятель, генерал-лейтенант запаса. Депутат Государственной Думы РФ III, IV, V, VI и VII созывов. Член фракции «Единая Россия», член комитета Госдумы по безопасности и противодействию коррупции.

## Биография
Служил в Вооруженных силах с 1970 до 1999 в Закавказье, Карелии, Сибири, на Украине и Севере. В 1973 году окончил Ленинградское высшее командное училище железнодорожных войск и военных сообщений имени М. В. Фрунзе. Служил на советско-иранской границе, строил дороги в Азербайджане, Украине, Карелии, Сибири. В 1986 году окончил Военную Академию тыла и транспорта.
С 1988 года командовал бригадой дорожно-строительных войск г. Тотьмы Вологодской области (до 1999 года) и руководил реализацией программы «Дороги Нечерноземья» в Вологодской области. В 1995 году назначен командиром дорожно-строительного корпуса (в/ч 31828, дислоцирован в Вологодской, Архангельской, Пермской, Кировской областях и Удмуртии), а в 1999 году ГПУ «Управление дорожного строительства № 2»). В 1998 году занимался созданием на базе корпуса государственного унитарного предприятия дорожно-строительного профиля.
С 1999 по 2011 года — депутат Государственной Думы третьего, четвёртого и пятого созывов.
С 18 января 2012 по 7 ноября 2012 — руководитель Секретариата заместителя Председателя Государственной Думы С. И. Неверова.
С 7 ноября 2012 года — депутат Государственной Думы Федерального Собрания Российской Федерации VI созыва.
Женат, имеет двоих детей.

## Политическая деятельность
В советское время в разные годы избирался депутатом Петрозаводского районного Совета народных депутатов г. Петрозаводска, Октябрьского районного Совета народных депутатов г. Барнаула. В 1990—1993 годах являлся депутатом Вологодского областного Совета народных депутатов.
С 1999 года полностью посвятил себя политической деятельности. На выборах по Вологодскому одномандатному избирательному округу № 72 в декабре 1999 года был избран депутатом Государственной Думы РФ третьего созыва. Вошёл в группу «Народный депутат». В 2001 году вошёл в депутатскую межфракционную группу Государственной Думы «Честь, Долг, Отечество — кадровые военные». Являлся членом Правительственной комиссии по жилищной политике с 17 октября 2000 года по 21 ноября 2002 года.
В 2003 году был переизбран депутатом по Вологодскому одномандатному избирательному округу № 74 и вошёл в состав фракции «Единая Россия». Был членом Комиссии Государственной Думы по развитию ипотечного кредитования, заместителем председателя межфракционной депутатской группы «Правопорядок», работал в межфракционных депутатских объединениях «Энергия России», «Север России», «Честь, долг, отечество — кадровые военные». В 2007 году был избран депутатом Государственной Думы РФ пятого созыва по федеральному списку «Единой России» от Ульяновской области, региональная группа № 76.
В разное время в Государственной Думе занимал следующие посты:
- Заместитель председателя Комитета Государственной Думы РФ по обороне (2000—2001)
- Член Комитета по энергетике, транспорту и связи (2001—2003)
- Член Комитета по труду и социальной политике (2003—2011).
- Член Комиссии по мандатным вопросам и вопросам депутатской этики (2003—2011).
- Член Комиссии ГД по рассмотрению расходов федерального бюджета, направленных на обеспечение обороны и государственной безопасности РФ.

Также является членом Межпарламентской группы Российской Федерации, принимает участие в работе депутатских групп по связям с парламентами Италии, Греции, Венгрии, а также с парламентами стран Центральной Америки. Член постоянной делегации Государственной Думы в Комитете парламентского сотрудничества «Россия — Европейский Союз». Является Председателем Президиума Общероссийской Общественной Организации «Союз Пенсионеров России». Входит в состав правления Российского Автотранспортного Союза.

## Законотворческая деятельность
С 1999 по 2019 год, в течение исполнения полномочий депутата Государственной Думы III, IV, V, VI и VII созывов, выступил соавтором 37 законодательных инициатив и поправок к проектам федеральных законов.

## Награды и звания
- Орден Александра Невского (23 июня 2014 года)
- Орден Почёта (20 октября 2005 года)
- Орден «За службу Родине в Вооружённых Силах» II степени
- Орден «За службу Родине в Вооружённых Силах» III степени
- Медаль «За воинскую доблесть» (20 декабря 2000)[3]
- Заслуженный строитель РФ
- Награждён именным оружием
- Почётная грамота правительства Российской Федерации (20 июля 2019 года) — за большой вклад в развитие российского парламентаризма и активную законотворческую деятельность[4]
- Благодарность Правительства Российской Федерации (19 декабря 2017 года) — за заслуги в законотворческой деятельности и многолетний добросовестный труд[5]